# Rodolfo Neri Vela
Rodolfo Neri Vela (* 19. února 1952, Chilpancingo, Guerrero v Mexiku) je mexický kosmonaut, který se díky šestidennímu letu v raketoplánu USA stal 195. člověkem ve vesmíru.

## Život

### Mládí a výcvik
Absolvoval roku 1975 Mexickou národní autonomní univerzitu v oboru strojírenství a elektrotechnika, pak pokračoval ve studiích na University of Essex ve Velké Británii, zde v oboru telekomunikací. Školu ukončil v roce 1976, ve Velké Británii zůstal a pokračoval ve svém vzdělávání na University of Birmingham, obory elektromagnetismus a radiace. Doktorát získal roku 1979, ve věku 27 let. Vrátil se do Mexika na Universidad de Mexico a věnoval se zde vědecké práci. Odtud odešel na Institut of Electrical Research, Mexico a nakonec odjel znovu do Evropy. Zde zůstal jako vědecký pracovník u ESA, ESTEC (European Space Research and Technology Centre), Noorwijk v Nizozemsku. V roce 1983 byl zařazen u NASA do výcvikového střediska astronautů a po dvou letech do kosmu letěl.

### Let do vesmíru
S raketoplánem Atlantis letěla v listopadu 1985 sedmičlenná posádka ve složení: Brewster Shaw, Bryan O'Connor, Sherwood Spring, Mary Cleaveová, Jerry Ross, Charles Walker a Rodolfo Neri Vala jakožto elektronik. Během letu vypustili tři telekomunikační družice (jedna z nich byla mexická) a bezpečně přistáli na letecké základně Edwards v Kalifornii. Let byl katalogizován v COSPAR 1985-109A.
- STS-61-B Atlantis (27. listopadu 1985 – 3. prosince 1985)